# کرموله
کرموله (به ایتالیایی: Cheremule) یک کومونه در ایتالیا است که در استان ساساری واقع شده‌است.

## خصوصیات
کرموله ۲۴٫۲ کیلومترمربع مساحت و ۴۸۹ نفر جمعیت دارد و ۵۴۰ متر بالاتر از سطح دریا واقع شده‌است.

## نگارخانه

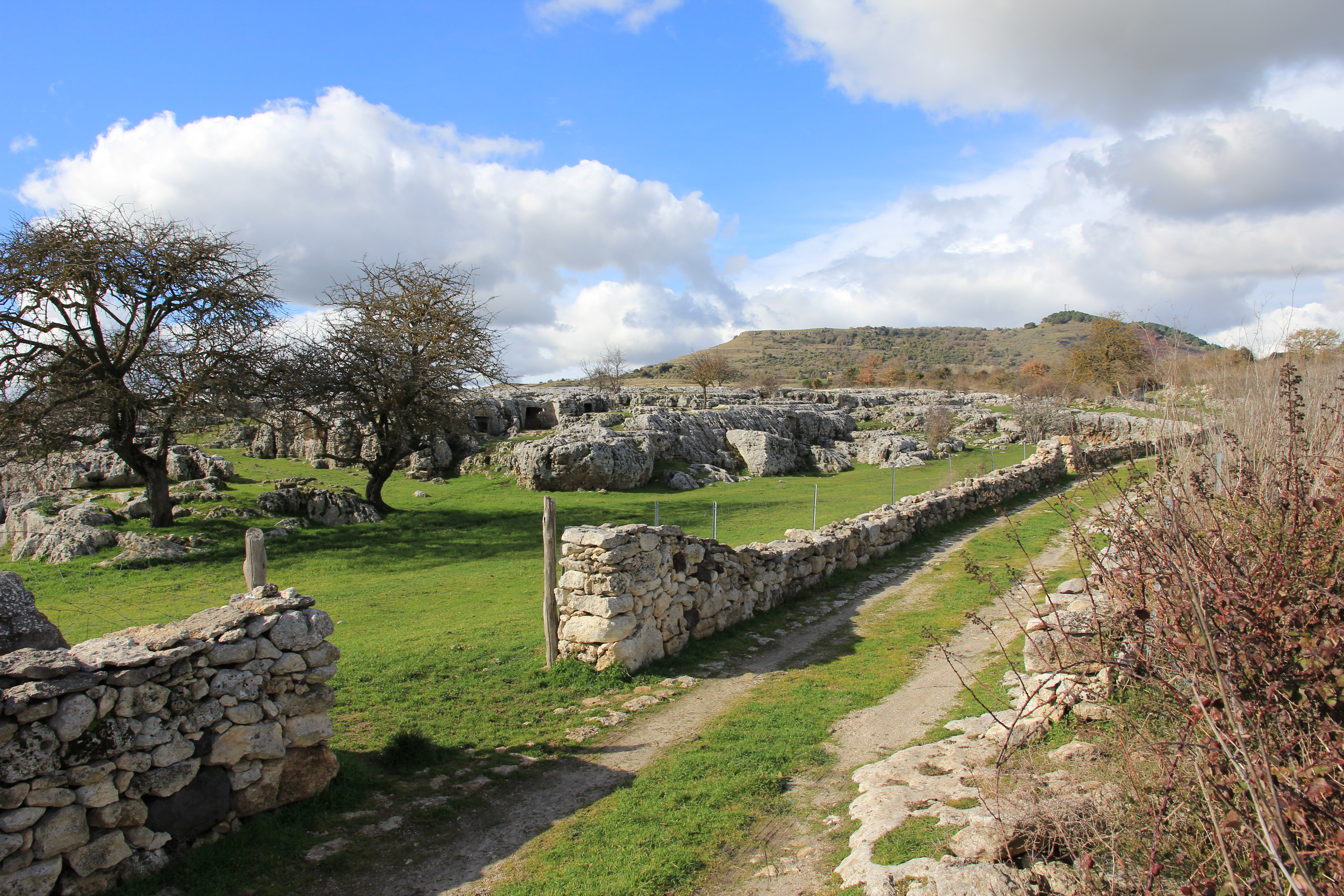
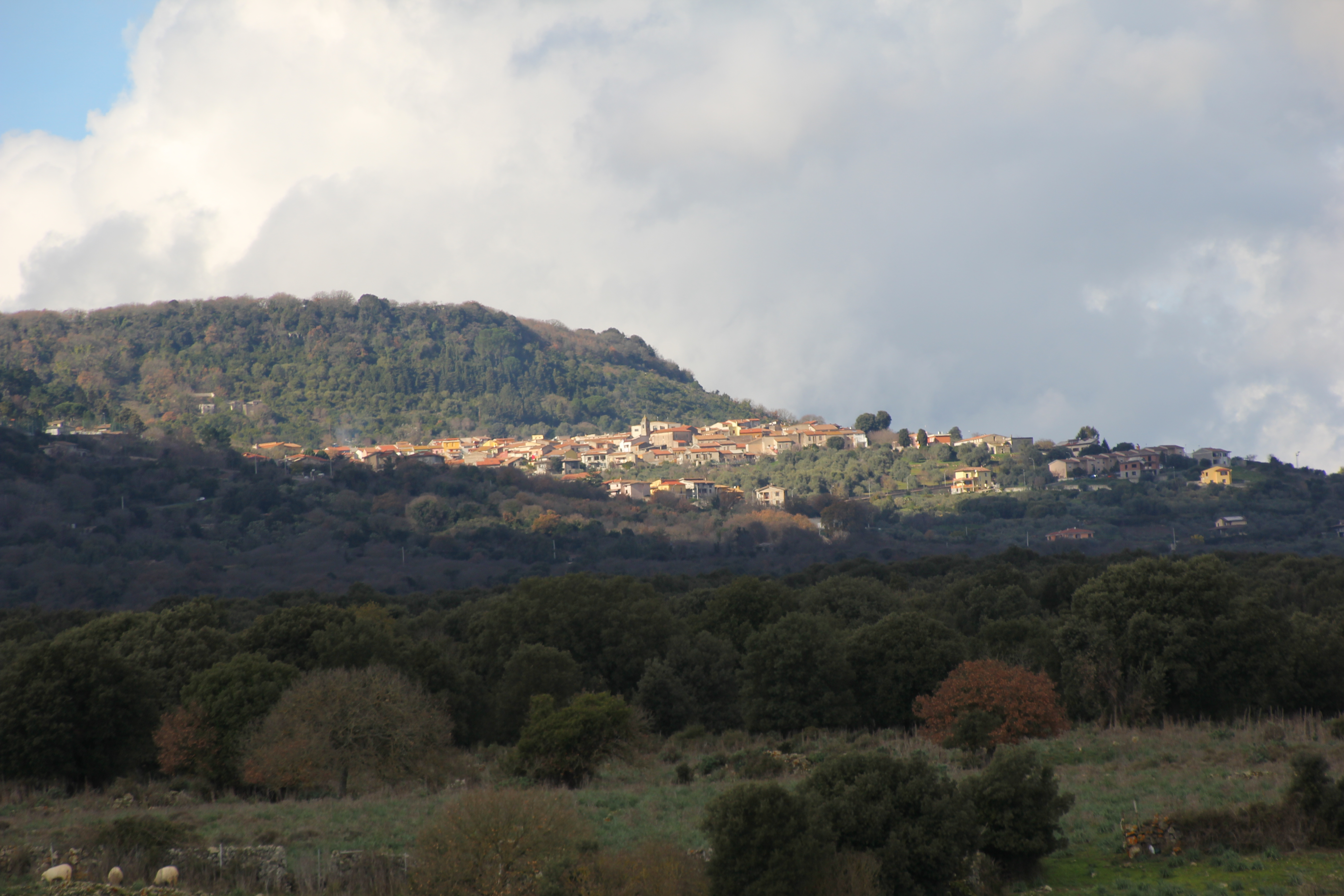